# São Martinho de Recezinhos
São Martinho de Recezinhos, ou oficialmente Recezinhos (São Martinho), Recezinhos (São Martinho) é uma freguesia portuguesa do município de Penafiel, com 5,44 km² de área e 1708 habitantes (censo de 2021). A sua densidade populacional é 314 hab./km².

## Demografia
A população registada nos censos foi:
| Distribuição da População por Grupos Etários | Distribuição da População por Grupos Etários | Distribuição da População por Grupos Etários | Distribuição da População por Grupos Etários | Distribuição da População por Grupos Etários |
| -------------------------------------------- | -------------------------------------------- | -------------------------------------------- | -------------------------------------------- | -------------------------------------------- |
| Ano                                          | 0-14 Anos                                    | 15-24 Anos                                   | 25-64 Anos                                   | > 65 Anos                                    |
| 2001                                         | 400                                          | 317                                          | 938                                          | 218                                          |
| 2011                                         | 311                                          | 240                                          | 1004                                         | 236                                          |
| 2021                                         | 247                                          | 183                                          | 953                                          | 325                                          |